# Margot Michel
Margot Michel (* 1976) ist eine Schweizer Juristin und Professorin mit Lehrstuhl für Privatrecht, Rechtsvergleichung, Tierschutzrecht und Rechtsphilosophie an der Universität Zürich. Zu ihren Forschungsschwerpunkten gehört unter anderem Familienrecht und Familienverfahrensrecht, Medizinrecht, Personenrecht, Behinderung und Recht, Tier und Recht.

## Publikationen
- Margot Michel, Daniela Kühn, Julia Hänni (Hrsg.): Animal Law - Tier und Recht. Developments and perspectives in the 21st century - Entwicklung und Perspektiven im 21. Jahrhundert. Berliner Wiss.-Verl., Berlin 2012, ISBN 978-3-8305-1874-7 (deutsch, englisch, französisch).
- Meret Fehlmann, Margot Michel, Rebecca Niederhauser (Hrsg.): Tierisch! Das Tier und die Wissenschaft. Ein Streifzug durch die Wissenschaft. vdf Hochschulverlag, Zürich 2016, ISBN 978-3-7281-3596-4.
- Instrumentalisierung und Würde der Kreatur. Eine Annäherung an ein grundlegendes Verhältnis aus juristischer Sicht. in: Christoph Ammann, Brigit Christensen, Lorenz Engi, Margot Michel: Würde der Kreatur. Ethische und rechtliche Beiträge zu einem umstrittenen Konzept. Schulthess, Zürich/Basel/Genf 2015, ISBN 978-3-7255-7344-8, S. 253–286.
- Andrea Büchler, Margot Michel: Medizin – Mensch – Recht. Eine Einführung in das Medizinrecht der Schweiz. Schulthess, Zürich 2020, ISBN 978-3-7255-7982-2.

### Buchbeiträge (Auswahl)
- (zus. mit Saskia Stucki): Rechtswissenschaft – Vom Recht über Tiere zu den Legal Animal Studies. in: Reingard Spannring, Karin Schachinger, Gabriela Kompatscher, Alejandro Boucabeille (Hrsg.): Disziplinierte Tiere? Perspektiven der Human-Animal Studies für die wissenschaftlichen Disziplinen. Transscript, Bielefeld 2015, ISBN 978-3-8376-2518-9, S. 229–256.